# Dolgajska prevlaka
Dolgajska prevlaka (rus. Коса Долгая) je pješčani sprud u Azovskom moru, na vrhu Jejskog poluotoka. Odvaja Taganroški zaljev od Azovskog mora. Duga je 17 km, a široka oko 500 m. Nalazi se u Jejskom okrugu Krasnodarskog kraja u Rusiji. 
Dolgajska prevlaka je krajobrazno prirodno utočište Krasnodarskog kraja s jedinstvenim pješčanim plažama, prilično dubokim morem, slatkovodnim jezerima, bogatom florom i faunom.
Selo Dolžanskaja nalazi se na ulazu na sprud.